# Фастівський полк
Фастівський полк (з 1702 — Білоцерківський полк) — адміністративно-територіальна і військова одиниця українського козацтва. Полковий центр — місто Фастів, з 1702 — місто Біла Церква (нині Київської області).

## Історія
Перші згадки про козацьку військову одиницю на Фастівщині пов'язані з Йосифом Верещинським.
Під час Національної революції 1648—1676 з 1649 існувала Фастівська сотня (сотники — Г.Фастівець, П.Донець, Д.Микифорович) як складова Білоцерківського полку, а в 1650-х рр. уже існував окремий Фастівський полк.
Фастівським полковником у 1651 році був Іван Дзік (Iwan Dzik), який походив з тієї гілки польського роду Дзіків гербу Доліва, які були протестантами, осіли в Україні, прийняли «грецьку віру» та покозачилися.

### Палієва держава
Відроджений у 1685 році Семеном Палієм після відновлення козацького устрою на Правобережжі.
До полку увійшли частина колишнього Білоцерківського полку та більша частина Паволоцького полку. Полк займав територію Київського воєводства від Дніпра до річок Уж, Случ, Тетерів, Рось.
У 1693 році чисельність полку сягала 3000 козаків. Полк став центром визвольного руху на Правобережній Україні проти панування Речі Посполитої, чинив опір наступові польських військ, а в 1702 році повстав проти польської корони.
Протягом 1691—1696 брав участь у кількох походах проти Кримського ханства.
Під час повстання 1702—1704 р. паліївці захопили Білу Церкву (1702) та перенесли туди полковий центр. Формація проіснувала до 1712 року.